# Грман, Михал
Михал Грман (словац. Michal Grman; род. 30 июля 1982 года, Липтовски-Микулаш, Чехословакия) — словацкий хоккеист, игравший на позиции защитника.

## Карьера
Воспитанник хоккейной школы ХК «Липтовски Микулаш». Выступал за ХК «Липтовски Микулаш», ХК «Банска Быстрица", ХК «Нитра», «Сареза» (Острава), «Естржаби» (Простеёв), МсХК «Жилина», ХК «Кошице», ХК «Бардеёв», «Энергия» (Карловы Вары), «Баник» (Соколов), «Иртыш» (Павлодар), «Краковия» (Краков).
В Словацкой экстралиге провёл 485 игр, набрал 172 очка (44+128), в Чешской экстралиге — 39 игр, 8 очков (1+7), в чемпионатах Казахстана — 82 игры, 40 очков (13+27), в чемпионатах Польши — 12 игр, 3 очка (0+3).
В составе сборной Словакии провёл 4 матча.

## Достижения
- Чемпион Словакии (2009, 2010, 2011)
- Чемпион Казахстана (2014)
- Обладатель кубка Казахстана (2014)
- Обладатель кубка Польши (2016)